# Unité urbaine de Sausset-les-Pins-Carry-le-Rouet
L'unité urbaine de Sausset-les-Pins-Carry-le-Rouet est une unité urbaine française centrée sur la ville de Sausset-les-Pins, département des Bouches-du-Rhône.

## Données générales
En 2010, selon l'Insee, l'unité urbaine était composée de deux communes.
En 2020, à la suite d'un nouveau zonage, elle est composée des deux mêmes communes.
En 2022, elle compte 13 273 habitants et sa densité de population s'élève à 598 hab/km2.

## Composition de l'unité urbaine en 2020
Elle est composée des deux communes suivantes :
| Nom                             | Code Insee | Département      | Statut       | Superficie (km2) | Population (dernière pop. légale) | Densité (hab./km2) | Modifier                                    |
| ------------------------------- | ---------- | ---------------- | ------------ | ---------------- | --------------------------------- | ------------------ | ------------------------------------------- |
| Sausset-les-Pins (ville-centre) | 13104      | Bouches-du-Rhône | ville-centre | 12,10            | 7 556 (2022)                      | 624                | modifier les données · modifier les données |
| Carry-le-Rouet                  | 13021      | Bouches-du-Rhône | banlieue     | 10,10            | 5 717 (2022)                      | 566                | modifier les données · modifier les données |

## Évolution démographique
| 1968  | 1975  | 1982  | 1990   | 1999   | 2008   | 2013   | 2019   |
| ----- | ----- | ----- | ------ | ------ | ------ | ------ | ------ |
| 3 419 | 5 509 | 8 446 | 10 765 | 13 242 | 13 664 | 13 708 | 13 271 |

#### Données générales
- Unité urbaine
- Aire d'attraction d'une ville
- Aire urbaine (France)
- Liste des unités urbaines de France

#### Données démographiques en rapport avec l'unité urbaine de Sausset-les-Pins-Carry-le-Rouet
- Aire d'attraction de Marseille - Aix-en-Provence
- Arrondissement d'Istres

#### Données démographiques en rapport avec les Bouches-du-Rhône
- Démographie des Bouches-du-Rhône